# Lista siturilor arheologice din județul Călărași - G
Lista siturilor arheologice din județul Călărași - G conține toate siturile arheologice din județul Călărași înscrise în Repertoriul Arheologic Național (RAN) și aflate în localități al căror nume începe cu litera G. RAN este administrat de Ministerul Culturii și Patrimoniului Național și cuprinde date științifice, cartografice, topografice, imagini și planuri, precum și orice alte informații privitoare la zonele cu potențial arheologic, studiate sau nu, încă existente sau dispărute.
Puteți căuta un sit din localitățile care încep cu litera G folosind formularul de mai jos sau puteți naviga prin toate siturile din județ la Lista siturilor arheologice din județul Călărași.
| Cod RAN                                  | Denumire | Localitate                             | Adresă            | Datare                                      | Descoperit | Coordonate                                    | Imagine           | Erori            |
| ---------------------------------------- | --- | -------------------------------------- | ----------------- | ------------------------------------------- | ---------- | --------------------------------------------- | ----------------- | ---------------- |
| 93673.01.01 (Cod LMI: CL-I-m-B-14552.02) | Situl arheologic de la Grădiștea - Grădiștea Ceacu / ansamblu anonim (Categorie: locuire civilă) (Tip: Așezare) | sat Grădiștea, comuna Grădiștea        | Grădiștea Ceacu   | Boian                                       |            | 44°10′32″N 27°13′02″E / 44.17553°N 27.21714°E | Încărcați imagine | Raportați eroare |
| 93673.01.02 (Cod LMI: CL-I-m-B-14552.01) | Situl arheologic de la Grădiștea - Grădiștea Ceacu / ansamblu anonim (Categorie: locuire civilă) (Tip: Așezare) | sat Grădiștea, comuna Grădiștea        | Grădiștea Ceacu   | Coslogeni sf. Mil. II î.Hr.                 |            | 44°10′32″N 27°13′02″E / 44.17553°N 27.21714°E | Încărcați imagine | Raportați eroare |
| 103577.01.01 (Cod LMI: CL-I-s-B-14553)   | Așezarea Latene de la Gurbănești / ansamblu anonim (Categorie: locuire civilă) (Tip: Așezare)                   | sat Gurbănești, comuna Gurbănești      |                   | geto-dacică                                 |            | 44°22′08″N 26°41′40″E / 44.36889°N 26.69444°E | Încărcați imagine | Raportați eroare |
| 103577.01.02 (Cod LMI: CL-I-s-B-14553)   | Așezarea Latene de la Gurbănești / ansamblu anonim (Categorie: locuire civilă) (Tip: Așezare)                   | sat Gurbănești, comuna Gurbănești      |                   | Sântana de Mureș - Cerneahov                |            | 44°22′08″N 26°41′40″E / 44.36889°N 26.69444°E | Încărcați imagine | Raportați eroare |
| 94152.01.01 (Cod LMI: CL-I-s-B-14551)    | Situl arheologic de la Gălățui - "Movila Berzei" / ansamblu anonim (Categorie: locuire civilă) (Tip: Așezare)   | sat Gălățui, comuna Alexandru Odobescu | Movila Berzei     | Boian - Giulești                            | 1980       |                                               | Încărcați imagine | Raportați eroare |
| 94152.01.02 (Cod LMI: CL-I-s-B-14551)    | Situl arheologic de la Gălățui - "Movila Berzei" / ansamblu anonim (Categorie: locuire civilă) (Tip: Necropolă) | sat Gălățui, comuna Alexandru Odobescu | Movila Berzei     | sarmatică sec. III p.Chr.                   | 1980       |                                               | Încărcați imagine | Raportați eroare |
| 94152.01.03 (Cod LMI: CL-I-s-B-14551)    | Situl arheologic de la Gălățui - "Movila Berzei" / ansamblu anonim (Categorie: locuire civilă) (Tip: Așezare)   | sat Gălățui, comuna Alexandru Odobescu | Movila Berzei     | Boian - Bolintineanu                        | 1980       |                                               | Încărcați imagine | Raportați eroare |
| 103577.02.01                             | Așezare Dridu de la Gurbănești / ansamblu anonim (Categorie: locuire civilă) (Tip: Așezare)                     | sat Gurbănești, comuna Gurbănești      |                   | Dridu sec. IX-XI                            | 1986       | 44°23′25″N 26°41′06″E / 44.39028°N 26.685°E   | Încărcați imagine | Raportați eroare |
| 103577.03.01                             | Așezarea pluristratificată de la Gurbănești / ansamblu anonim (Categorie: locuire civilă) (Tip: Așezare)        | sat Gurbănești, comuna Gurbănești      |                   |                                             |            | 44°21′44″N 26°42′41″E / 44.36222°N 26.71139°E | Încărcați imagine | Raportați eroare |
| 103577.03.02                             | Așezarea pluristratificată de la Gurbănești / ansamblu anonim (Categorie: locuire civilă) (Tip: Așezare)        | sat Gurbănești, comuna Gurbănești      |                   |                                             |            | 44°21′44″N 26°42′41″E / 44.36222°N 26.71139°E | Încărcați imagine | Raportați eroare |
| 103078.01.01                             | Așezarea geto-dacică de la Goștilele / ansamblu anonim (Categorie: așezare) (Tip: Așezare)                      | sat Gostilele, oraș Fundulea           |                   | geto-dacică                                 | 1972       | 44°29′15″N 26°31′41″E / 44.4875°N 26.52806°E  | Încărcați imagine | Raportați eroare |
| 103078.02.01                             | Siliștea medievală de la Goștilele / ansamblu anonim (Categorie: locuire civilă) (Tip: Așezare)                 | sat Gostilele, oraș Fundulea           |                   |                                             | 2007       | 44°29′21″N 26°32′06″E / 44.48917°N 26.535°E   | Încărcați imagine | Raportați eroare |
| 103078.03.01                             | Așezarea de sec. IV p.Chr. de la Goștilele / ansamblu anonim (Categorie: locuire civilă) (Tip: Așezare)         | sat Gostilele, oraș Fundulea           |                   |                                             | 1972       | 44°29′30″N 26°31′30″E / 44.49166°N 26.525°E   | Încărcați imagine | Raportați eroare |
| 103078.03.02                             | Așezarea de sec. IV p.Chr. de la Goștilele / ansamblu anonim (Categorie: locuire civilă) (Tip: Așezare)         | sat Gostilele, oraș Fundulea           |                   | Sântana de Mureș - Cerneahov sec. IV p.Chr. | 1972       | 44°29′30″N 26°31′30″E / 44.49166°N 26.525°E   | Încărcați imagine | Raportați eroare |
| 103078.04.01                             | Așezarea pluristratificată de la Gostilele / ansamblu anonim (Categorie: locuire civilă) (Tip: Așezare)         | sat Gostilele, oraș Fundulea           | Ostrovul Berechet | Gumelnița                                   |            | 44°30′16″N 26°30′37″E / 44.50444°N 26.51028°E | Încărcați imagine | Raportați eroare |
| 103078.04.02                             | Așezarea pluristratificată de la Gostilele / ansamblu anonim (Categorie: locuire civilă) (Tip: Așezare)         | sat Gostilele, oraș Fundulea           | Ostrovul Berechet | Mediaș                                      |            | 44°30′16″N 26°30′37″E / 44.50444°N 26.51028°E | Încărcați imagine | Raportați eroare |
| 103078.04.03                             | Așezarea pluristratificată de la Gostilele / ansamblu anonim (Categorie: locuire civilă) (Tip: Așezare)         | sat Gostilele, oraș Fundulea           | Ostrovul Berechet | Sântana de Mureș - Cerneahov sec. al IV-lea |            | 44°30′16″N 26°30′37″E / 44.50444°N 26.51028°E | Încărcați imagine | Raportați eroare |
| 103078.04.04                             | Așezarea pluristratificată de la Gostilele / ansamblu anonim (Categorie: locuire civilă) (Tip: Așezare)         | sat Gostilele, oraș Fundulea           | Ostrovul Berechet | Dridu sec. IX-XI                            |            | 44°30′16″N 26°30′37″E / 44.50444°N 26.51028°E | Încărcați imagine | Raportați eroare |
| 103577.04.01                             | Așezarea medievală de la Gurbănești / ansamblu anonim (Categorie: așezare) (Tip: Așezare)                       | sat Gurbănești, comuna Gurbănești      |                   |                                             | 2007       | 44°24′32″N 26°45′59″E / 44.40889°N 26.76639°E | Încărcați imagine | Raportați eroare |
| 103577.04.02                             | Așezarea medievală de la Gurbănești / ansamblu anonim (Categorie: așezare) (Tip: Așezare)                       | sat Gurbănești, comuna Gurbănești      |                   |                                             | 2007       | 44°24′32″N 26°45′59″E / 44.40889°N 26.76639°E | Încărcați imagine | Raportați eroare |
| 103577.05.01                             | Așezarea de secol IV de la Gurbănești / ansamblu anonim (Categorie: așezare) (Tip: Așezare)                     | sat Gurbănești, comuna Gurbănești      |                   | Sântana de Mureș - Cerneahov sec. al IV-lea | 2007       | 44°25′19″N 26°47′13″E / 44.42194°N 26.78695°E | Încărcați imagine | Raportați eroare |
| 103577.05.02                             | Așezarea de secol IV de la Gurbănești / ansamblu anonim (Categorie: așezare) (Tip: Așezare)                     | sat Gurbănești, comuna Gurbănești      |                   |                                             | 2007       | 44°25′19″N 26°47′13″E / 44.42194°N 26.78695°E | Încărcați imagine | Raportați eroare |
| 105847.01.01                             | Situl arheologic de la Gălbinași / ansamblu anonim (Categorie: locuire) (Tip: așezare)                          | sat Gălbinași, comuna Gălbinași        |                   | Sântana de Mureș - Cerneahov                | 2007       | 44°19′23″N 26°24′34″E / 44.32306°N 26.40944°E | Încărcați imagine | Raportați eroare |
| 105847.01.02                             | Situl arheologic de la Gălbinași / ansamblu anonim (Categorie: locuire) (Tip: așezare)                          | sat Gălbinași, comuna Gălbinași        |                   | Dridu                                       | 2007       | 44°19′23″N 26°24′34″E / 44.32306°N 26.40944°E | Încărcați imagine | Raportați eroare |
| 105847.02.01                             | Situl arheologic de la Gălbinași-Centrul satului / ansamblu anonim (Categorie: locuire) (Tip: așezare)          | sat Gălbinași, comuna Gălbinași        | Centrul satului   | getică sec. I î. Chr.-1 a. Chr.             | 1987       | 44°18′32″N 26°24′54″E / 44.30889°N 26.415°E   | Încărcați imagine | Raportați eroare |
| 105847.02.02                             | Situl arheologic de la Gălbinași-Centrul satului / ansamblu anonim (Categorie: locuire) (Tip: așezare)          | sat Gălbinași, comuna Gălbinași        | Centrul satului   | Sântana de Mureș - Cerneahov                | 1987       | 44°18′32″N 26°24′54″E / 44.30889°N 26.415°E   | Încărcați imagine | Raportați eroare |
| 105847.02.03                             | Situl arheologic de la Gălbinași-Centrul satului / ansamblu anonim (Categorie: locuire) (Tip: așezare)          | sat Gălbinași, comuna Gălbinași        | Centrul satului   | Dridu                                       | 1987       | 44°18′32″N 26°24′54″E / 44.30889°N 26.415°E   | Încărcați imagine | Raportați eroare |
| 105847.03.01                             | Așezare geto-dacică de la Gălbinași / ansamblu anonim (Categorie: locuire) (Tip: așezare)                       | sat Gălbinași, comuna Gălbinași        |                   | getică                                      | 2007       | 44°18′43″N 26°25′49″E / 44.31194°N 26.43028°E | Încărcați imagine | Raportați eroare |
| 105847.04.01                             | Situl arheologic de la Gălbinași / ansamblu anonim (Categorie: locuire) (Tip: așezare)                          | sat Gălbinași, comuna Gălbinași        |                   |                                             | 2008       | 44°18′43″N 26°25′55″E / 44.31194°N 26.43194°E | Încărcați imagine | Raportați eroare |
| 105847.04.02                             | Situl arheologic de la Gălbinași / ansamblu anonim (Categorie: locuire) (Tip: așezare)                          | sat Gălbinași, comuna Gălbinași        |                   | Dridu sec. IX - X                           | 2008       | 44°18′43″N 26°25′55″E / 44.31194°N 26.43194°E | Încărcați imagine | Raportați eroare |
| 105847.05.01                             | Așezare medievală timpurie de la Gălbinași / ansamblu anonim (Categorie: locuire) (Tip: așezare)                | sat Gălbinași, comuna Gălbinași        |                   | Dridu sec. IX - X                           | 2008       | 44°18′42″N 26°26′00″E / 44.31167°N 26.43333°E | Încărcați imagine | Raportați eroare |
| 93833.01.01                              | Așezarea Coslogeni de la Gâldău - Cheson / ansamblu anonim (Categorie: locuire) (Tip: așezare)                  | sat Gâldău, comuna Jegălia             | Cheson            | Coslogeni sf. Mil. II î.Hr.                 |            | 44°18′48″N 27°41′17″E / 44.31344°N 27.68814°E | Încărcați imagine | Raportați eroare |
| 93673.02.01                              | Așezarea Coslogeni de la Grădiștea / ansamblu anonim (Categorie: locuire) (Tip: așezare)                        | sat Grădiștea, comuna Grădiștea        |                   | Coslogeni sf. Mil. II î.Hr.                 |            | 44°14′26″N 27°13′38″E / 44.24069°N 27.22711°E | Încărcați imagine | Raportați eroare |
| 93673.03.01                              | Așezare din epoca bronzului de la Grădiștea / ansamblu anonim (Categorie: locuire) (Tip: așezare)               | sat Grădiștea, comuna Grădiștea        |                   |                                             |            | 44°10′11″N 27°18′31″E / 44.16962°N 27.3086°E  | Încărcați imagine | Raportați eroare |
| 93673.04.01                              | Așezarea Coslogeni de la Grădiștea - Grădiștea Mare / ansamblu anonim (Categorie: locuire) (Tip: așezare)       | sat Grădiștea, comuna Grădiștea        | Grădiștea Mare    | Coslogeni sf. Mil. II î.Hr.                 |            | 44°10′47″N 27°26′02″E / 44.17978°N 27.43385°E | Încărcați imagine | Raportați eroare |